# جودی آن رابینسون
جودی آن رابینسون (انگلیسی: Jodi-Ann Robinson؛ زادهٔ ۱۷ آوریل ۱۹۸۹) بازیکن فوتبال اهل کانادا است.
از باشگاه‌هایی که در آن بازی کرده‌است می‌توان به وسترن نیویورک فلش اشاره کرد.
وی همچنین در تیم ملی فوتبال زنان کانادا بازی کرده‌است.